# DEL-teszt

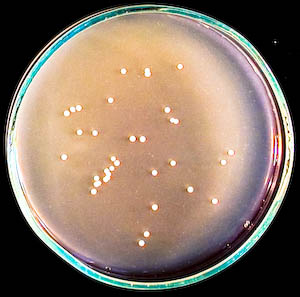
Revertáns (HIS+) telepek SC-his táptalajon.

A DEL-teszt egy deléciós teszt. Az RS112 Saccharomyces cerevisiae (élesztőgomba, sarjadzó élesztő) törzs HIS3 génjébe rekombinált plazmid kihasadási frekvenciájának meghatározásán alapul. Robert Schiestl fejlesztette ki az 1980-as években. Jelentősége abban áll, hogy olcsón, gyorsan és viszonylag nagy biztonsággal lehet eldönteni egy anyagról, hogy rákkeltő (karcinogén) hatású-e. Egyre szélesebb körben használt módszer, továbbfejlesztett microplate-es verziója is létezik már.

## A rendszer
A teszthez használt RS112 S. cerevisiae törzs HIS3 génjébe a pBR322 plazmid lett rekombinálva, elrontva ezzel a HIS3 gént, tehát hisztidin auxotrófiát létrehozva és megszüntetve a törzs leucin auxotrófiáját, ugyanis a plazmid tartalmaz egy leucin gént, mely a törzs egyetlen működő leucin génje. A plazmid integrálása után két részlegesen törölt his3 gén marad vissza, az egyik 5' a másik 3' elhelyezkedésű delécióval (his3Δ3' és his3Δ5'). Mitózis folyamán a teljes plazmid kivágódhat, és visszaállhat a hisztidin prototrófia, leucin auxotrófia.

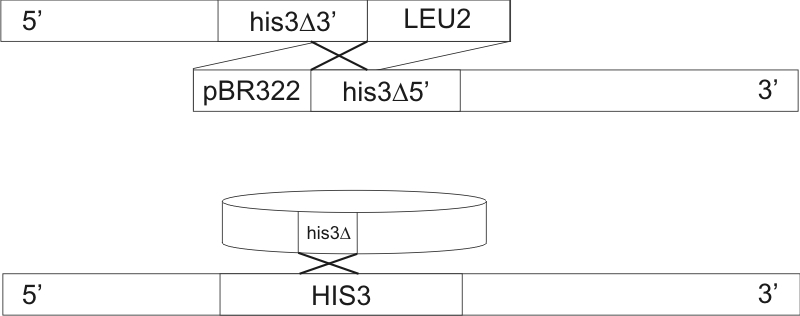
A DEL-rendszer.

## A teszt
Lényege, hogy hisztidin mentes táptalajon csak a revertánsok szaporodnak, mivel ezek rendelkeznek működő hisztidin génnel. A revertálódás testvérkromatida konverzióval történik. Ennek során először egy duplaszálú DNS-törést követően egy exonukleáz a törés mindkét oldalán leemészt egy rövid DNS-szakaszt, majd a testvérkromatida his3 fragmentumai (his3Δ3' és his3Δ5') alapján kiegészül a HIS3 gén. Ez spontán is megtörténik, 10000 osztódásból átlagosan egy revertáns keletkezik. Különböző anyagok ezt a spontán frekvenciát növelhetik, illetve csökkenthetik. A teszt során azt vizsgáljuk, hogy egy anyag a spontán frekvenciát hányszorosára módosítja. Fontos észrevenni, hogy ez spontán frekvencia nem azt jelenti, hogy egy osztódás esetében mennyi az esély egy deléciós esemény bekövetkezésére, hanem azt, hogy mekkora az esélye, hogy egy bizonyos lókusznál (HIS3) deléció következik be, tehát a plazmid kivágódik. Azonban nem is ez a frekvencia a teszt kimenete, hanem az a tényező, mely megmutatja, hányszorosára növeli a deléció gyakoriságát a kérdéses anyag. Schiestl alapján a kétszeres növekedést okozó anyag DEL+, ez alatti növekedés esetén DEL-. A karcinogenitás természetesen koncentrációfüggő, így minden végeredmény egy anyaghoz és annak koncentrációjához tartozik. Egy anyag DEL-tesztjét általában több hatóanyag-koncentráció mellett vizsgálják. Negatív kontroll a hatóanyagmentes szuszpenzió, pozitív kontroll általában EMS-sel (etil-metánszulfonát) inkubált tenyészet.

## Jelentősége
A deléció az egyik jellemző útja a karcinogenezisnek. Tandem ismétlődésű gének esetében, mint amilyen az RS112 törzs genomjában a hisztidin gén (igaz ez csak részleges ismétlődés), a deléció viszonylag gyakori jelenség. Ennek során proonkogének alakulhatnak onkogénekké, és promóter közelébe kerülhetnek, ami az onkogének transzkripcióját vonja maga után. A DEL-teszt egy gyors, egyszerű, olcsó és megbízható teszt egy anyag karcinogenitásának megállapítására.

## Módszer
24 órás, SC-leu tápoldatban, 30C-on rázatott RS112 tenyészetből 2*106-on sejtkoncentrációjú szuszpenzióhoz hozzáadjuk a vizsgálandó anyagot, és 17 óráig rázatjuk 30C-on 150RPM-mel. Ezután mossuk, és megfelelő mennyiségű sejtet szélesztünk SC-his táptalajra a DEL események számának meghatározására, és SC (szintetikus) táptalajra az élősejtszám meghatározására. Utóbbira azért van szükség, hogy tudjuk, valójában mennyi sejtet szélesztettünk az SC-his (hisztidinmentes) táptalajra, mert erre vonatkoztatjuk a telepszámot. Nagy előnye a módszernek, hogy a 17 órás inkubálás során a revertánsok elpusztulnak, tehát nem szaporodnak, így nincs ún. "jackpot-effektus" ami megfigyelhető például a Luria-Delbrück-féle fluktuációs kísérletben. A revertánsok tehát csak a legutolsó osztódásból származnak, így valóban a deléció frekvenciáját adja meg, ha az élősejtszámra vonatkoztatjuk az SC-his táptalajon kialakult telepek számát.

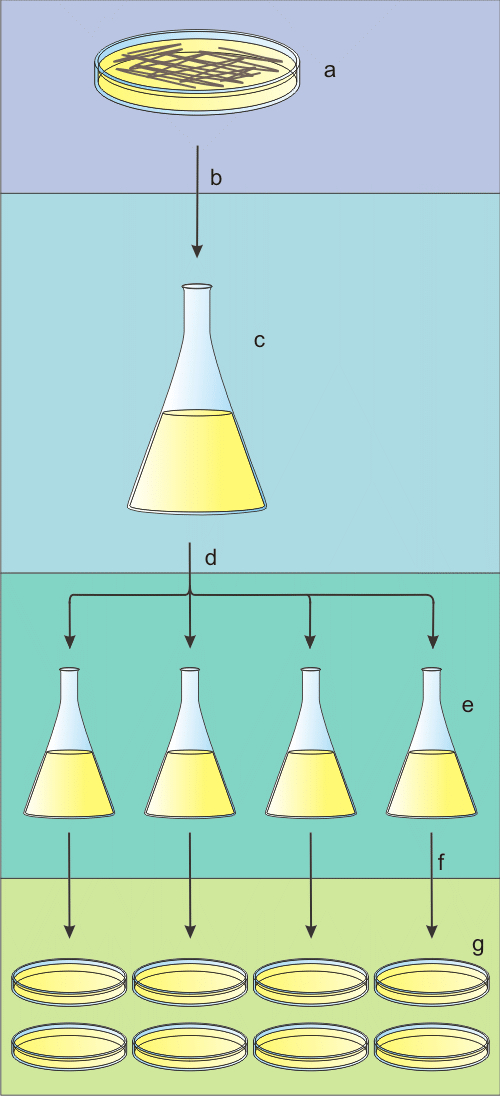
A DEL-teszt metodikája. YPAD táptalajról (a) beoltunk SC-leu tápoldatot (b). Ezt 24 óráig inkubáljuk 30C-on 150RPM-mel (c). Ezután hatóanyag-koncentrációnként 1 darab erlenmeyer lombikban 2*10^{6} sejt/ml koncentrációjú szuszpenziót készítünk és hozzáadjuk a hatóanyagot a kívánt koncentrációban (d). A kapott szuszpenziókat 17 óráig inkubáljuk 30C-on 150RPM-mel (e), majd kellő mennyiségű sejtet szélesztünk (f) SC-his táptalajra a deléció gyakoriságának meghatározásához és SC táptalajra a túlélés meghatározásához. 48-96 óra múlva telepszámolás (g) után meghatározható a deléció gyakorisága.

## Az RS112 törzs
A S. cerevisiae RS112 diploid törzs (MATa/α ura3-52/ura3-52 leu2-3,112/leu2-Δ98 trp5-27/TRP5 arg4-3/ARG4 ade2-40/ade2-101 ilv-92/ILV1 HIS3::pRS6/his3-Δ200 LYS/lys2-801) tartalmazza a pRS6 plazmidot az egyik homológ kromoszómán (HIS::pRS6), a másik homológ kromoszómán a teljes open reading frame törölve van (his3-Δ200).